# 聖胡安德奧波阿
聖胡安德奧波阿（西班牙語：San Juan de Opoa），是洪都拉斯的城鎮，位於該國西部，由科潘省負責管轄，始建於1904年12月14日，面積77.2平方公里，海拔高度755米，2001年人口7,407，人口密度每平方公里95.95人。
14°47′N 88°42′W / 14.783°N 88.700°W